# ملعب إل تورالين
ملعب إل تورالين (بالإسبانية: Estadio El Toralín)‏ هو ملعب كرة قدم في بونفيرادا، إسبانيا. غالباً ما يتم استخدامه في مباريات كرة القدم. وهو الملعب الرسمي لنادي بونفيرادينا. تسع مدرجاته لجلوس 8,000 شخص وقد بني عام 2000.

## وصلات خارجية
- ملاعب إسبانيا (بالإنجليزية)